# Frizon (Sveriges Television)
Frizon var en årligt återkommande filmsatsning i Sveriges Television som genomfördes under åren 2010 till 2013. Under en vecka visades ett antal svenska indiefilmer, vilket i sammanhanget var definierat som filmer som tillkommit utan produktionsstöd från Svenska Filminstitutet och utan garanterad visning på biograf eller TV.

## Filmer

### 2010
| Film              | Regissör                             | Datum       |
| ----------------- | ------------------------------------ | ----------- |
| Knäcka            | Ivica Zubak                          | 30 augusti  |
| Framtidens melodi | Jonas Holmström och Jonas Bergergård | 31 augusti  |
| Nasty Old People  | Hanna Sköld                          | 2 september |
| Främmande land    | Anders Hazelius och Niklas Holmgren  | 3 september |

### 2011
| Film          | Regissör          | Datum   |
| ------------- | ----------------- | ------- |
| Du sköna      | Stina Bergman     | 20 juni |
| Jag är en ö   | Simon Vahlne      | 21 juni |
| Sweaty Beards | Joakim Jardeby    | 22 juni |
| Fuerteventura | Mattias Sandström | 23 juni |
| Skills        | Johannes Pinter   | 24 juni |

### 2012
| Film              | Regissör         | Datum  |
| ----------------- | ---------------- | ------ |
| Meningen med Hugo | Björn Engström   | 4 juni |
| Marianne          | Filip Tegstedt   | 5 juni |
| Främlingsvägen    | Clas Lindberg    | 6 juni |
| Jävla pojkar      | Shaker K. Tahrer | 7 juni |

### 2013
| Film                             | Regissör                                  | Datum  |
| -------------------------------- | ----------------------------------------- | ------ |
| Passagerare                      | Mathew Moore                              | 2 juli |
| Villa Thalassa – helgen vecka 48 | Robert Lillhonga                          | 3 juli |
| Framily                          | Joachim Hedén                             | 4 juli |
| Sommarstället                    | Johan von Reybekiel och Marcus Werner Hed | 5 juli |